# Manzai
Manzai (漫才) är en japansk mycket populär form av komedi som vanligtvis utförs av två komiker, en "pajas-roll" , på japanska boke (av verbet bokeru, att bli senil), och "realisten", tsukkomi (av verbet tsukkomu, att sticka/trycka in). Ibland syftar också manzai på större komedigrupper. Ofta går en manzai-sketch ut på att boke och tsukkomi för en diskussion där boke bidrar med komiska, oftast imbecila påståenden, varpå tsukkomi förlöjligar boke med vassa kommentarer och ofta använder visst fysiskt våld, vanligtvis ett slag med öppen hand mot bokes bakhuvud (se slapstick). 
Inte minst uppstår det en stark känsla av tillgivenhet i samspelet mellan de två rollerna i manzai; realisten tillåter pajasen att agera helt efter eget behag i sin roll och på så sätt ger han honom sitt och publikens erkännande.
Manzai förknippas starkt med Kansaiområdet och framförallt med Osaka.